# Juego de feria

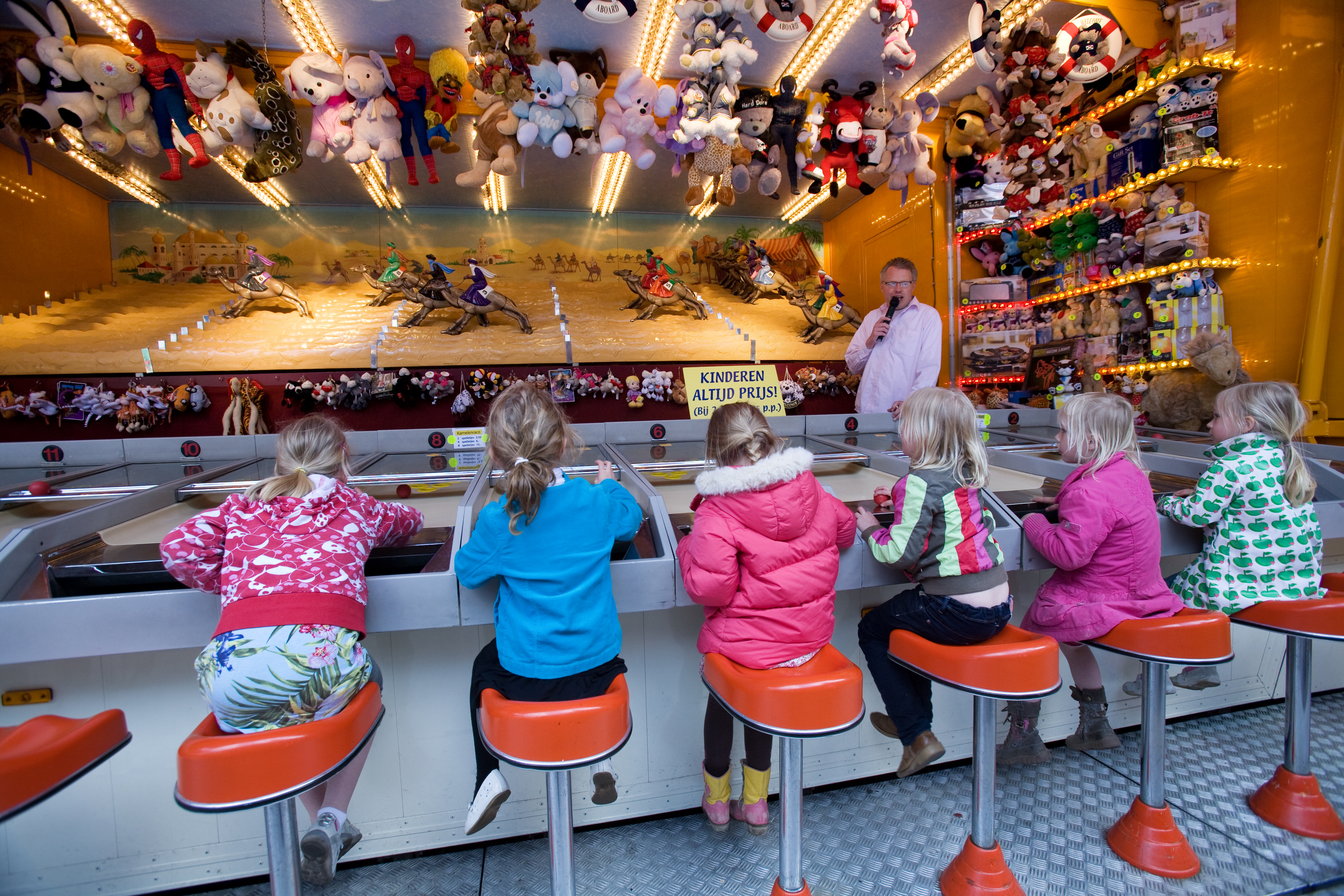
Niños jugando un juego de carreras competitivo en Ámsterdam

Un juego de feria es un juego de azar o habilidad que se puede ver en una feria, una fiesta, un parque de atracciones o un evento de caridad. Los juegos de feria generalmente se operan sobre una base de "pago por juego". La mayoría de los juegos ofrecen un pequeño premio al ganador. Los premios pueden incluir artículos como peluches, juguetes o carteles. Se fomenta el juego continuo ya que se pueden canjear varios premios pequeños por un premio mayor. Los juegos multijugador pueden cambiar el tamaño del premio con el número de jugadores. En un juego más difícil se puede otorgar un gran premio a cualquier ganador.
Los juegos de carnaval tienen mala reputación en algunas áreas. Esto puede deberse a que algunos juegos de carnaval utilizan ilusiones ópticas o relaciones físicas que dificultan que un jugador juzgue la dificultad del juego. Además, algunos operadores han ejecutado juegos que están manipulados para aprovecharse de jugadores desprevenidos. En muchas áreas, estos juegos son probados por las autoridades locales para encontrar juegos administrados injustamente. 

## Tipos de juegos de feria

### Juegos de azar
En este tipo de juegos, un resultado aleatorio da a todos los jugadores la posibilidad de ganar un premio. Un ejemplo de un juego de azar es la "Pelota de ping-pong y pecera", donde los jugadores lanzan pelotas de ping-pong a una mesa llena de hileras de pequeñas peceras vacías. Si el jugador obtiene una bola en el recipiente, generalmente gana un pez dorado. Otro ejemplo de este tipo de juegos de feria es el Bingo.

### Juegos de habilidad
Los juegos de habilidad son otro tipo de juego de feria. Estos juegos pueden probar el objetivo de un jugador de golpear un objetivo con una pelota o un arma. Otros juegos de prueba de habilidades desafían las habilidades físicas del jugador. 
Un ejemplo de este tipo de juegos es "Ring the Bell". El jugador usa un mazo grande para golpear un tablero de pivote en el juego, esto hace que un indicador se mueva verticalmente hacia arriba en un tablero de escala indicadora. Al golpear el pivote lo suficientemente fuerte, el indicador hará sonar una campana montada en la parte superior del tablero de la escala indicadora que indica una victoria. 
Algunos otros ejemplos de este tipo de juegos de feria son los siguientes:
- Dardos

- Dunk tank (también conocido como Hombre al agua): consiste en un gran tanque de agua sobre el cual una persona se sienta en una silla colapsable. Cuando una pelota impacta un objetivo, la silla colapsa tirando a la persona al agua.[1]

- Whac-A-Mole

- Galería de tiro